# Кулфа
Кулфа, или каба-со («Kaba So» (pej.), Kulfa, Kulfe, Kurmi, Kurumi) — язык бонго-багирми, на котором говорят народы кулфе и куруми в префектуре Мойен-Чари, суб-префектуре Кьябе, юго-западнее озера Иро, по центру в Алако и Киримикоро, на юго-востоке Чада.
У кулфа есть диалекты бара, кулфа, куруми.